# مارسيو دوس سانتوس سيلفا
مارسيو دوس سانتوس سيلفا (5 فبراير 1969 في البرازيل – )؛ هو لاعب كرة قدم سابق كان يلعب كلاعب وسط.

## وصلات خارجية
- مارسيو دوس سانتوس سيلفا على موقع رابطة كرة القدم اليابانية للمحترفين (اليابانية)
- مارسيو دوس سانتوس سيلفا على موقع عالم كرة القدم.نت (الإنجليزية)